# 24194 Палюш
24194 Палюш (24194 Paľuš) — астероїд головного поясу, відкритий 8 грудня 1999 року.
Тіссеранів параметр щодо Юпітера — 3,168.